# Regina Jacobsová
Regina Jacobsová (* 28. srpna 1963, Los Angeles) je bývalá americká atletka, jejíž specializací byla trať na 1500 metrů.
Třikrát se zúčastnila olympijských her, nejlepším umístěním bylo 10. místo v běhu na 1500 metrů v roce 1996 v Atlantě. Mnohem úspěšnější byla na světových šampionátech. V roce 1995 zvítězila na halovém mistrovství světa v běhu na 1500 metrů, v Athénách o dva roky později pod širým nebem skončila v této disciplíně druhá. Medailovou kolekci zkompletovala v roce 1999, když v Maebaši doběhla třetí v závodě na 3000 metrů. Na mistrovství světa pod širým nebem získala v této sezóně stříbrnou medaili v běhu na 1500 metrů. Podruhé se světovou halovou šampionkou v běhu na 1500 metrů stala v roce 2003. Její osobní rekord na této trati 3:59,98 pochází z roku 2003.